# Juan Pablo de Botton Falcón
Juan Pablo de Botton Falcón es un economista y funcionario público mexicano. Desde agosto de 2024 se desempeña como titular de la Secretaría de Administración y Finanzas de la Ciudad de México (SAF)

## Biografía
Es licenciado en Economía por el Centro de Investigación y Docencia Económicas (CIDE) y cuenta con estudios en la University of California, Los Angeles (UCLA), así como una maestría en Ciencia de Datos por el Instituto Tecnológico Autónomo de México (ITAM)..

## Trayectoria profesional
Antes de su nombramiento en la SAF, ocupó diversos cargos en el gobierno federal, entre ellos:
- Subsecretario de Egresos en la Secretaría de Hacienda y Crédito Público (SHCP).
- Director General de Nacional Financiera (Nafin) y el Banco Nacional de Comercio Exterior (Bancomext).
- Administrador General del Servicio de Administración Tributaria (SAT).[2]

## Secretaría de Administración y Finanzas de la CDMX
El 21 de agosto de 2024 fue designado como secretario de Administración y Finanzas de la Ciudad de México por la entonces jefa de Gobierno, Claudia Sheinbaum Pardo, en sustitución de Luz Elena González Escobar.
Como titular de la SAF, ha encabezado la presentación del Paquete Económico 2025 ante el Congreso de la Ciudad de México, enfatizando el equilibrio presupuestario y el fortalecimiento de la inversión pública.